# 로열 필하모니 관현악단

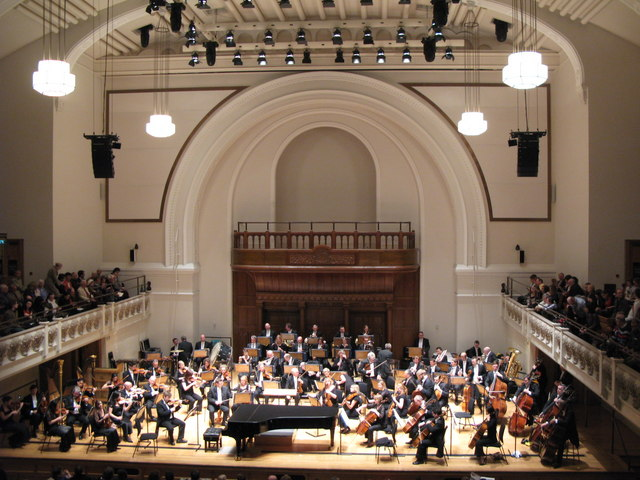

로열 필하모니 관현악단(Royal Philharmonic Orchestra)은 영국의 대표적인 관현악단이다. '왕립(Royal)' 호칭이 붙어 있지만 왕립 악단은 아니다.

## 역사
이미 1932년에 런던 필하모닉 오케스트라를 창단한 바 있었던 지휘자 토머스 비첨에 의해 1946년 창단되었으며, 그 해 9월 15일에 첫 공연을 가졌다. 그 이전에도 로열 필하모닉 협회(Royal Philharmonic Society) 산하의 관현악단이 활동하고 있었으나, 이 악단은 2차 세계대전과 운영난이 겹쳐 해단되었다. 비첨은 이를 기회로 협회 측을 설득해 로열 칭호를 빌리기로 하고 이름을 붙였던 것이었다.
비첨은 창단과 동시에 초대 음악 감독으로 취임했고, 1961년에 타계할 때까지 악단 육성에 주력했다. 비첨의 후임으로는 독일 출신의 루돌프 켐페가 임명되었으나, 비첨의 재산이 운영비의 상당 부분을 차지하고 있던 터라 운영난이 갑자기 심각해졌고, 로열 필하모닉 협회와는 '로열' 호칭의 사용권을 두고 심한 갈등을 빚게 되었다. 1963년에는 로열 필하모닉 협회가 자신들이 관할하는 모든 음악회에서 로열 필의 출연을 금지하는 보복성 조치를 취하면서 최악의 상황에 놓이게 되었고, 켐페도 직책에서 물러났다.
협회와 악단 사이의 법정 공방은 이후 3년을 더 끌었고, 1966년에 '로열' 의 칭호에 대한 정식 사용 허가가 발표된 뒤에 종식되었다. 그 기간 동안에는 주로 말콤 사전트의 지휘로 런던 외곽의 영화관이나 강당 등을 돌며 공연했고, 1966년에 악단의 명칭을 돌려받음과 동시에 켐페가 복귀해 악단의 연주력을 비첨 재임기의 수준으로 끌어올리는 데 성공했다. 이 공로로 켐페는 1970년에 악단으로부터 종신 지휘자라는 칭호를 수여받았다.
켐페가 타계 직전 모든 직책을 사임하고 BBC 교향악단으로 이직한 뒤에는 헝가리 출신의 안탈 도라티가 후임으로 부임했고, 도라티는 찰스 그로브스와 로런스 포스터를 각각 부지휘자와 수석 객원 지휘자로 임명하고 자신의 주특기인 악단 연주력 향상에 주력했다. 도라티는 1978년에 사임한 뒤에도 계관 지휘자로 로열 필을 계속 지휘했으며, 후임으로는 1980년에 오스트리아 출신의 발터 벨러가 임명되었다.
벨러 이후에는 앙드레 프레빈과 블라디미르 아슈케나지가 차례로 직책을 이어받았고, 1992년에는 러시아 출신의 유리 테미르카노프를 상임 지휘자로 초빙하기도 했다. 테미르카노프는 1998년까지 직책을 유지했고, 러시아 레퍼토리를 적극적으로 악단 공연에 포함시켰다. 1996년에는 이탈리아 출신의 다니엘레 가티를 음악 감독으로 임명했으며, 2009년에는 샤를 뒤투아가 예술 감독 겸 상임 지휘자로 부임했다.

## 주요 활동
창단 초기부터 비첨의 적극적인 육성으로 단기간에 수준급 악단이 되었고, 비첨의 전속사였던 EMI에 많은 녹음을 남기기도 했다. 그러나 비첨 사후에는 경영난과 로열 필하모닉 협회와의 명칭 사용 갈등 등의 악재로 인해 심각한 위기를 겪었고, 많은 단원들이 퇴단해 연주력 면에 있어서도 고전하고 있었다. 1966년 이후에는 다시 재기를 꾀하기 시작했고, 1969년에는 작곡가 겸 지휘자였던 말콤 아놀드의 지휘로 딥 퍼플의 키보디스트 존 로드가 작곡한 '그룹과 관현악을 위한 협주곡' 을 초연해 영국 관현악단 최초로 대중음악과의 퓨전 콘서트를 시도했다.
켐페는 미국의 RCA와도 계약해 독일 레퍼토리를 중심으로 음반 녹음과 공연을 진행했으며, 후임자였던 도라티는 데카가 개발한 최신 녹음 기술이었던 4채널 테크닉을 사용한 음반들을 적극적으로 취입했다. 벨러와 프레빈, 아슈케나지도 데카와 필립스 등의 음반사에서 여러 종류의 음반들을 발매했고, 1986년에는 전 세계 관현악단 사상 최초로 자신들의 독립된 음반사인 'RPO Records'를 설립했다. 최근에는 아이튠즈를 통한 온라인 음원의 판매에도 적극 참가하고 있다.
공연장은 설립 당시부터 로열 필하모닉 협회의 관할이었던 로열 페스티벌 홀을 사용하고 있었으나, 비첨 타계 후 협회와의 갈등이 시작되면서 퇴출되었다. 1966년 이후에는 다시 홀을 사용할 수 있게 되었고, 1980년대 초반에 바비컨 센터가 건립된 뒤 옮겨가 상주 악단으로 활동했다. 2008년에는 비교적 소규모지만 음향 효과가 뛰어난 카도간 홀의 상주 악단으로 다시 옮겨 활동하고 있다.
1987년부터는 팝스 콘서트 등 대중적인 공연을 목적으로 '로열 필하모닉 콘서트 오케스트라(Royal Philharmonic Concert Orchestra)'라는 이름의 하부 악단을 조직했으며, 로열 필하모닉 오케스트라의 수석급 주자 몇 사람에 객원이나 임시 단원들을 편성해 공연이나 녹음 때마다 조직하는 비상설 관현악단으로 운영되고 있다. 클래식에 디스코 비트를 접목시켜 대중적인 인기를 얻은 '훅트 온 클래식스(Hooked on Classics)' 시리즈나 야니의 아크로폴리스 공연, 일본 락밴드 엑스재팬의 앨범 'Art of Life', 한국의 락스타 서태지의 'Seotaiji Symphony', 핑크 플로이드와 U2, 퀸, UEFA 챔피언스리그의 주제음악 등 주요 대표곡들을 관현악으로 편곡한 앨범의 녹음 등 퓨전 활동을 병행하고 있다.

## 역대 주요 지휘자
- 토머스 비첨 (1946-1961 음악 감독)
- 루돌프 켐페 (1960 부지휘자, 1961-1962 수석 지휘자, 1963 예술 감독, 1966-1975 예술 감독 겸 종신 지휘자)
- 안탈 도라티 (1975-1978 상임 지휘자, 1978-1988 계관 지휘자)
- 발터 벨러 (1980-1985 수석 지휘자, 1985-1989 수석 객원 지휘자)
- 앙드레 프레빈 (1985-1988 음악 감독, 1988-1992 수석 지휘자)
- 블라디미르 아슈케나지 (1987-1994 음악 감독)
- 유리 테미르카노프 (1979-1992 수석 객원 지휘자, 1992-1998 수석 지휘자, 1998- 계관 지휘자)
- 다니엘레 가티 (1996-2009 음악 감독)
- 샤를 뒤투아 (2009-현재 수석 지휘자)